# Π (映画)
『π』（Pi, パイ）は、1998年にアメリカで製作された映画。低予算映画ながら全編モノクロームの斬新な映像表現や、難解なストーリー、刺激的なテクノのBGMで1998年度サンダンス映画祭最優秀監督賞など、数々の賞を受賞している。

## ストーリー
常人離れした知能指数（IQ）を持つが日常生活には順応できない男、マックス・コーエン（ガレット）は自作のスーパーコンピュータを用いて日々株式市場の予測を行っていた。「世界に存在する事象のすべてはそれぞれ一つの数式で理解できる」と信じる彼の前に、ある日コンピュータが巨大な数字の塊を吐き出した。216桁のその数字には、かつて円周率 (π) を研究していたマックスの師ソルも辿り着いていた。彼はその日を境に216桁の数字が持つ不可思議な魔力に取り付かれていく…。

## スタッフ
- 監督、脚本：ダーレン・アロノフスキー
- 製作：エリック・ワトソン
- 撮影：マシュー・リバティーク
- 音楽：クリント・マンセル
- 編集：オレン・サーチ

## キャスト
| 役名               | 俳優                     | ソフト版吹替 |
| ------------------ | ------------------------ | ------------ |
| マックス・コーエン | ショーン・ガレット       | 大塚芳忠     |
| ソル               | マーク・マーゴリス       | 麦人         |
| ラビ               | スティーヴン・パールマン | 筈見純       |
| レニー・マイヤー   | ベン・シェンクマン       | 中田譲治     |
| デヴィ             | サミア・ショアイブ       | 深見梨加     |
| ファロック         | アジャイ・ナイデゥ       | 檀臣幸       |

- その他の声の出演：磯辺万沙子、小室正幸、沢木郁也、竹口安芸子、大川透、小形満、すずき紀子、山川亜弥、松下惇
- 日本語版制作スタッフ：演出：戸田清二郎、翻訳：久保喜昭、調整：蝦名恭範、録音：KSSスタジオ、プロデュース：小原里江子（クロックワークス）、別府憲治（ケイエスエス）